# Милош Радосављевић
Милош Радосављевић (Каменица код Крагујевца, 2. август 1878 – ?, 1944) био је српски политичар и доктор пољопривредних наука, министар пољопривреде у Влади народног спаса Милана Недића током Другог светског рата.

## Биографија
Рођен је 2. августа 1878. у Каменици код Крагујевца. Завршио је учитељску школу у Алексинцу, да би потом слушао пољопривредне науке и економију у Немачкој. Одбранио је докторат из пољопривредних наука на Универзитету у Халеу. Као чиновник пољопривредне струке радио је у државној служби Краљевине Србије од 1904. до 1915. године.
У Краљевини Југославији између два светска рата био је народни посланик, један од првака Демократске странке и члан њеног Главног одбора.
Био је одликован орденом Белог орла V степена и чехословачким орденом Белог лава IV степена.

## Политичко деловање током Другог светског рата
Након слома Краљевине Југославије у Априлском рату и стављања Србије под директну немачку окупациону власт, августа 1941. године именован је за министра пољопривреде у Влади народног спаса Милана Недића. Поднео је оставку на функцију јануара 1942.
У извештају Комисије за тајне гробнице убијених после 12. септембра 1944. име Милоша Радосављевића наведено је међу убијенима приликом успостављања нових власти 1944. године.